# Evangelische Kirche (Günterod)

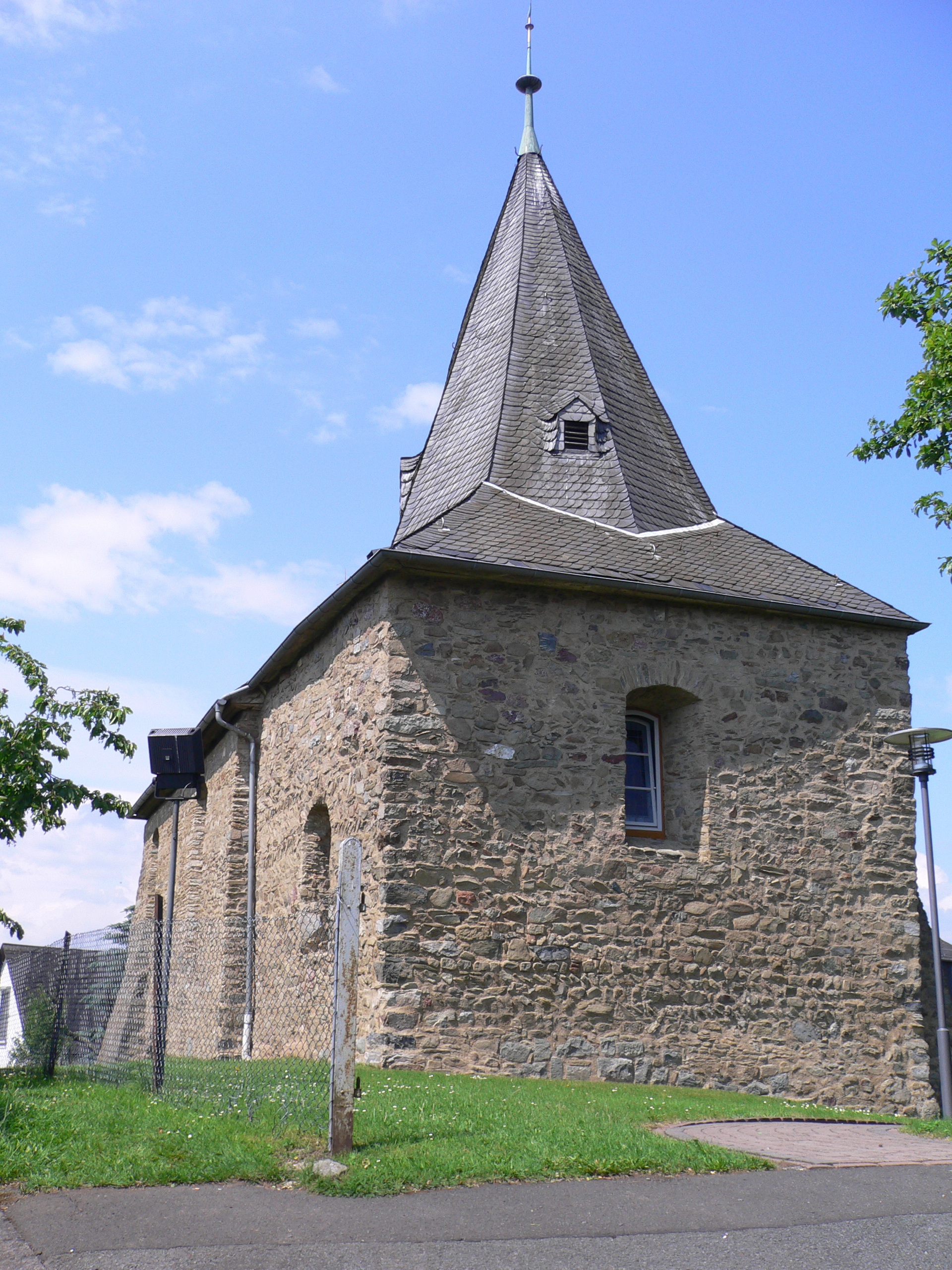
Chorturm von Osten

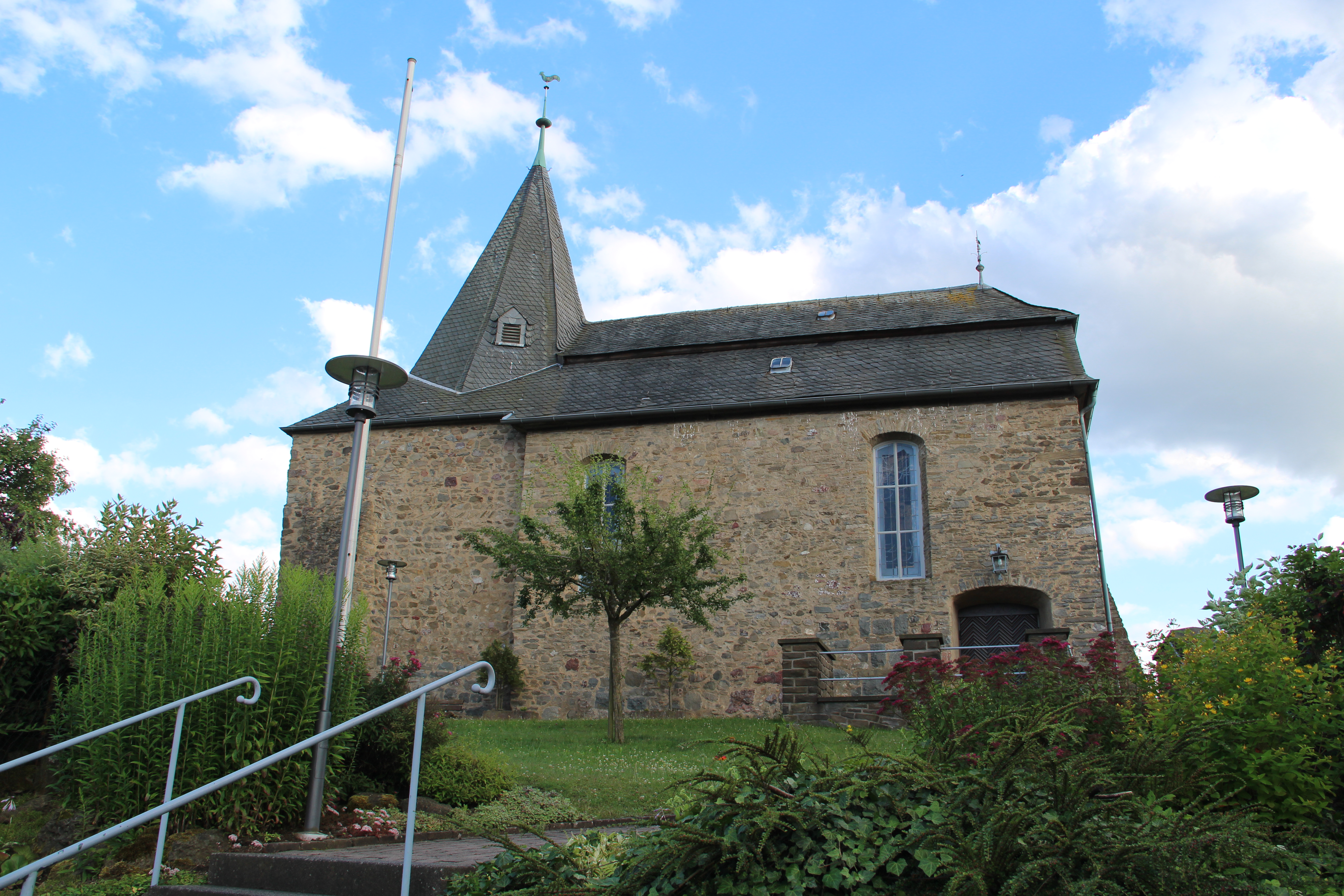
Ansicht von Norden

Die Evangelische Kirche ist die denkmalgeschützte Chorturmkirche in Günterod im Hessischen Hinterland. Der wehrhafte Turm wurde im 12. Jahrhundert im Stil der Romanik errichtet und um ein mittelalterliches Kirchenschiff erweitert.

## Geschichte
Der Chorturm wurde spätestens im 12. Jahrhundert errichtet. Möglicherweise zunächst als Turmburg zur Überwachung des frühmittelalterlichen Höhenweges (Westfalenweg) und der Kreuzung mit dem „Wetzlarweg“ auf dem Günteroder Sattel, der Aar (Dill)-Salzböde-Wasserscheide bzw. auf der Lahn-Dill-Wasserscheide.
Ehemals Bistum Trier
Im Jahr 1339 hatte die solmische Pfarrei Altenkirchen das Patronatrecht inne. Ob das Schiff in der Mitte des 15. Jahrhunderts angebaut wurde, als auch die beiden Glocken gegossen wurden (1452/1453), gilt als unwahrscheinlich. Womöglich bestand das Schiff von Anfang an neben dem Chor. Die Kirche hatte das Patrozinium des heiligen Petrus, was auf ein hohes Alter weist. Im ausgehenden Mittelalter gehörte Günterod mit Endbach zur Mutterkirche und zum Sendbezirk Altenkirchen im Archipresbyterat Wetzlar, das im Archidiakonat Dietkirchen dem Bistum Trier zugeordnet war.
Die ersten Pfarrer sind für die Jahre 1509, 1511 und 1520 bezeugt. Ein 1511 erstmals genannter Friedhof setzt das Bestattungsrecht voraus. Im Jahr sind Klagen über ein undichtes Kirchendach zu hören.
Reformation
Mit Einführung der Reformation im Jahr 1526 wechselte Günterod zum evangelischen Bekenntnis und wurde zur selbständigen Pfarrei erhoben. Ein Versuch Günterods im Jahr 1585, vom Landgrafen von Hessen-Marburg das Patronatrecht zu erlangen, scheiterte. Ab 1605 war Günterod Teil des Kirchspiels Hartenrod, die Gemeinde wechselte zum reformierten Bekenntnis, wurde 1624 aber wieder lutherisch.
Renovierungen 1586–1590
In den Jahren 1586–1590 fand ein Renovierungsumbau statt. Giebel, Kirchendach und Tür wurden teils erneuert und Bänke angeschafft. Ein im Jahr 1511 erstmals bezeugtes Beinhaus wurde 1590 verkauft. 1602 folgten ein Außenputz und ein polychromer Innenanstrich. Bei einem heftigen Sturm im Jahr 1606 hatte „der schreckliche Windt den Turm zerbrochen und den das Dach an allen Orthen abgestossen, also das Dach an allen Seiten hat müssen gemacht werden.“ Zur Stütze der Mauern wurden 1610 zwei Strebepfeiler angebracht. Ein weiterer Sturm zerstörte 1612 beide Dächer, die 1629 nochmals stark beschädigt wurden. Eine Verkleidung des Giebels mit Holz im Jahr 1632 schützte nicht vor dem teilweisen Einfall des Giebels im Jahr 1638. Nach Ende des Dreißigjährigen Krieges bezuschusste die politische Gemeinde Günterod 1649 die Dachsanierung an ihrem „baufelligen Kirchenbau aus christlicher Milde“. 1651/1652 konnten der Turm und das Kirchendach repariert werden, nachdem der Landgraf sechs Holzstämme gespendet hatte. Für eine grundlegende Sanierung erbrachte 1658 eine Kollekte in der Region den hohen Betrag von mehr als 255 Gulden, sodass die Gesamtkosten von 285 Gulden fast gedeckt wurden. Nach Holzkäufen und Holzspenden fand der Kirchenumbau 1663/1664 statt. Der Turm erhielt seinen heutigen Spitzhelm und das Schiff ein ganz neues Dach. Die Innenausstattung wurde vollständig erneuert. 1731 fanden ein umfangreicher Innenumbau und der Einbau der Chorempore statt. Der große mittelalterliche Taufstein aus Stein wich einem kleinen hölzernen Taufbecken. Ein Teil der Außenmauer wurde erneuert. Im Laufe der zweiten Hälfte des 18. Jahrhunderts verschlechterte sich der bauliche Zustand der Kirche zusehends, „daß wir unß ohne Lebens Gefahr nicht mehr hineinbegeben [können] und deren täglichen Einsturz befürchten müssen“, wie es 1767 in einer Kollektenbitte hieß. Vor 1804 wurden die Außenmauern des Schiffs erhöht, mit neuen Fenstern versehen, ein Pseudomansarddach aufgesetzt und im Inneren der Chorbogen entfernt. Der massiv aufgeführte Westgiebel wurde durch einen Fachwerkgiebel, der eine Verkleidung aus Schiefer erhielt, ersetzt. Dem eingreifenden Umbau der Kirche schloss sich von 1804 bis 1809 eine Innenrenovierung an. Im Jahr 1804 erfolgte der Einbau einer neuen Südempore, die vom Schiff in den Chor durchläuft. Im Jahr 1806 wurde die Anzahl der Bänke erhöht. Den Abschluss der Renovierungsarbeiten bildeten die Brüstungsmalereien im Jahr 1809 und der Kauf einer kleinen Stubenorgel. Während einer Urlaubsreise des Hartenröder Pfarrers kam es 1909 zu einem neuen Anstrich der Wände und des Holzwerks durch einheimische Maler, die die Emporenmalereien teilweise erneuerten. Zu Beginn des 20. Jahrhunderts wurde der Fußboden um zwei Stufen erhöht und wurden die drei Deckengemälde von Georg Ernst Justus Kayser in Stuckmedaillons entfernt sowie der Sternenhimmel übertüncht. Der aufgemauerte Blockaltar wurde spätestens zu dieser Zeit durch einen marmoriert bemalten Tischaltar aus Holz ersetzt.
Die Pläne von Pfarrer Walter aus Hartenrod aus dem Jahr 1928, Günterod und Endbach vom Kirchspiel Hartenrod abzutrennen und Günterod von Bischoffen betreuen zu lassen, führte zu einem „Kirchenstreik“. Im Januar 1929 besuchten nur einzelne Mitglieder die Gottesdienste, sodass Bischof August Kortheuer den Streit beilegen musste. Von 1929 bis 1968 bildete Günterod gemeinsam mit Endbach eine eigenständige Pfarrei. 1954/1955 folgte eine Innenrenovierung, die eine Verkürzung der Orgelempore und eine Verlängerung der nördlichen Empore hinter der Kanzel beinhaltete. Im Chorbereich wurde der Boden entfernt, mit Schieferplatten erneuert und ins Schiff vorgezogen. Der Pfarrstuhl von 1699 wurde entfernt, die Kanzel vorgerückt und ein neuer Kanzelaufgang geschaffen. Die Brüstung des Gestühls für die Ältesten im Chor wurde ebenfalls entfernt. Die Orgelempore wurde 1972 für den Einbau einer neuen Orgel nochmals umgebaut und mit neuen Brüstungsfeldern versehen. Von Mai 2015 bis September 2016 führte die Gemeinde eine Innenrenovierung und eine Sanierung des Turms durch. Die Maßnahmen umfassten ein Umhängen der Glocken, den Einbau eines neuen Glockenstuhls sowie eine Sanierung des Dachs und der Decke.
Günterod war von 1974 bis 1995 mit Bischoffen pfarramtlich verbunden, trennte sich und hat seitdem den Status einer eigenständigen Kirchengemeinde mit Pfarrer. Die evangelisch-lutherische Kirchengemeinde umfasst etwa 600 Mitglieder und gehört im Evangelischen Dekanat Biedenkopf-Gladenbach und der Propstei Nord-Nassau zur Evangelischen Kirche in Hessen und Nassau.

## Architektur

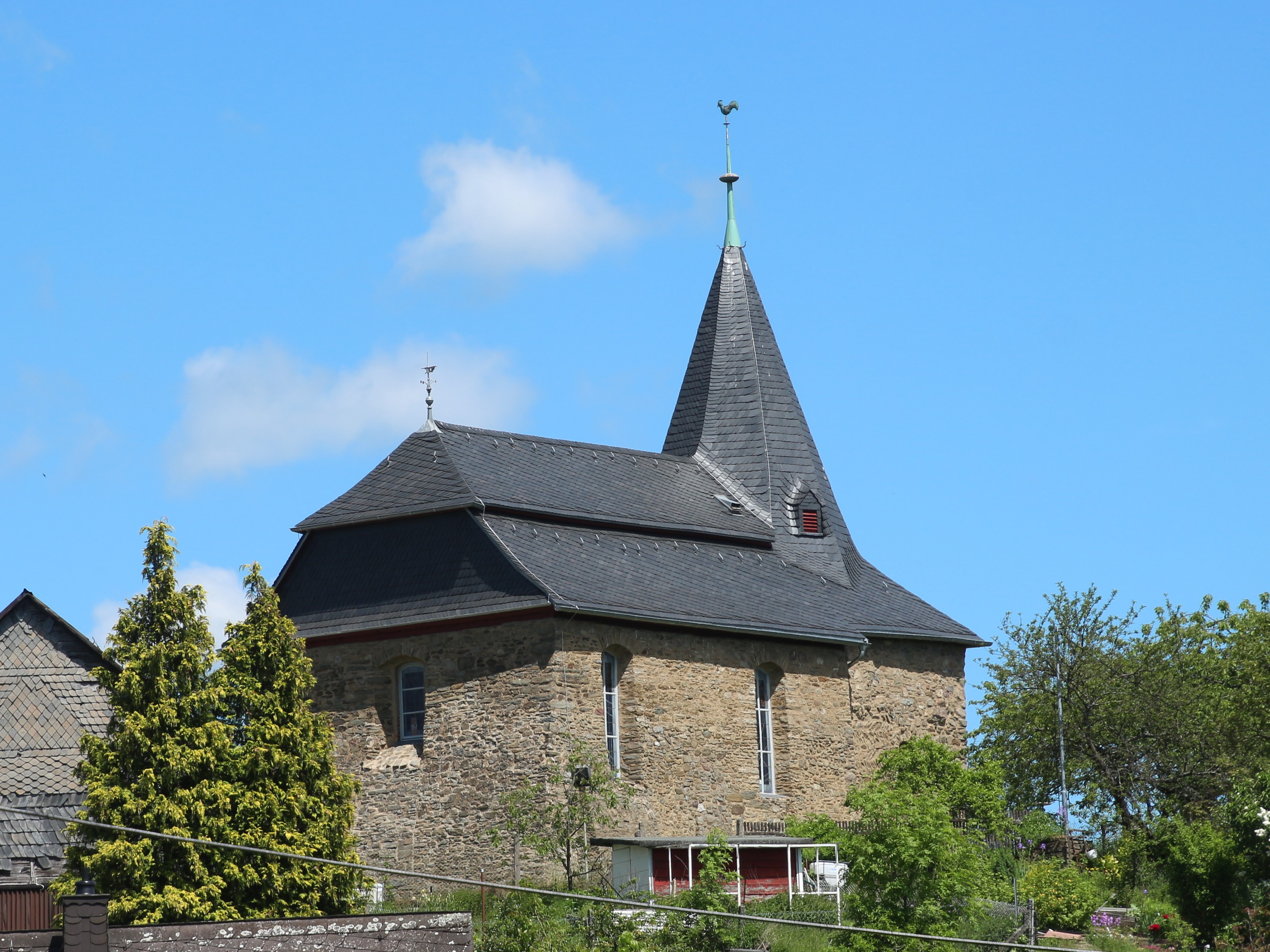
Blick von Südwesten. Gut erkennbar ist das Pseudomansarddach von 1804.

Die in etwa geostete, aber leicht nach Nordost ausgerichtete Chorturmkirche aus unverputztem Bruchsteinmauerwerk ist auf einer Erhebung am östlichen Ortsrand errichtet. Sie besteht aus zwei Baukörpern: dem einst wehrhaften Turm (vermutlich Turmburg) und dem angebauten mittelalterlichen Schiff (ähnlich Niederweidbach). Die vier schräg gestellten Strebepfeiler sind unterschiedlich breit und hoch und weisen auf ein ursprünglich vorhandenes Gewölbe, das ebenso wie der Triumphbogen später ausgebrochen wurde. Sie stützen an der Nordseite des Turms, an der Westseite und an der Südseite des Schiffs die Außenmauern. Das Schiff wird an den Langseiten durch je zwei schmale Stichbogenfenster mit Licht versorgt. Klaus Weinig gestaltete die Bleiglasfenster im Jahr 2000. An dem westlichen Giebel, der aus verschiefertem Fachwerk besteht, ist ein kleines Fenster mit Stichbogen eingelassen. Darunter war ursprünglich das Eingangsportal eingelassen, worauf die Baufuge im Strebepfeiler hinweist. Die Kirche wird an der westlichen Nordseite durch ein schlichtes Portal mit Stichbogen und einem hölzernen Türblatt von 1729 erschlossen, das 1954 eine profilierte Verkleidung erhielt. Das Schiff wird von einem verschindelten Pseudomansarddach von vor 1804 bedeckt, das im Westen von einer kleinen Spitze mit Kugel, einem Anzeiger für die Himmelsrichtungen und einer Wetterfahne verziert wird.
Der niedrige romanische Chorturm auf quadratischem Grundriss (7,50 Meter breit) ist gegenüber dem Schiff etwas eingezogen und im aufgemauerten Teil bis zur Traufhöhe des Schiffs erhalten. Ursprünglich war er zweigeschossig mit einem Obergeschoss als Glockenstube. Durch die Entfernung des Chorbogens und die umlaufende Empore erscheint heute der Innenraum von Turm und Schiff aufgrund derselben Höhe und Breite als ein einheitlicher Raum. Der Turm wird im Osten durch ein kleines Stichbogenfenster und im Süden durch ein jüngeres, kleines Rundbogenfenster belichtet, die möglicherweise 1731 eingebrochen wurden. Das Opus spicatum im Mauerwerk deutet auf ein hohes Alter, vielleicht auf das 11. Jahrhundert und spätestens das 12. Jahrhundert hin. Das rundbogige Portal in der südlichen Chorwand ist vermauert. Ein vierseitiges Pyramidendach, das über Aufschieber auf den Turmsparren der Mauerkrone des Daches überhängt, geht in einen achtseitigen Spitzhelm von 1664 über, der von einem flachen Turmknauf und einem Wetterhahn bekrönt wird. An den drei freistehenden Seiten ist der vollständig verschindelte Helm mit kleinen Gauben bestückt, die Dreiecksgiebel und rechteckige Schalllöcher für das Geläut aufweisen. Die beiden spätgotischen Glocken wurden 1452 von Johann von Brauweiler und 1453 von Delmann von Hungen (= Teil von Keppel) gegossen.

## Ausstattung

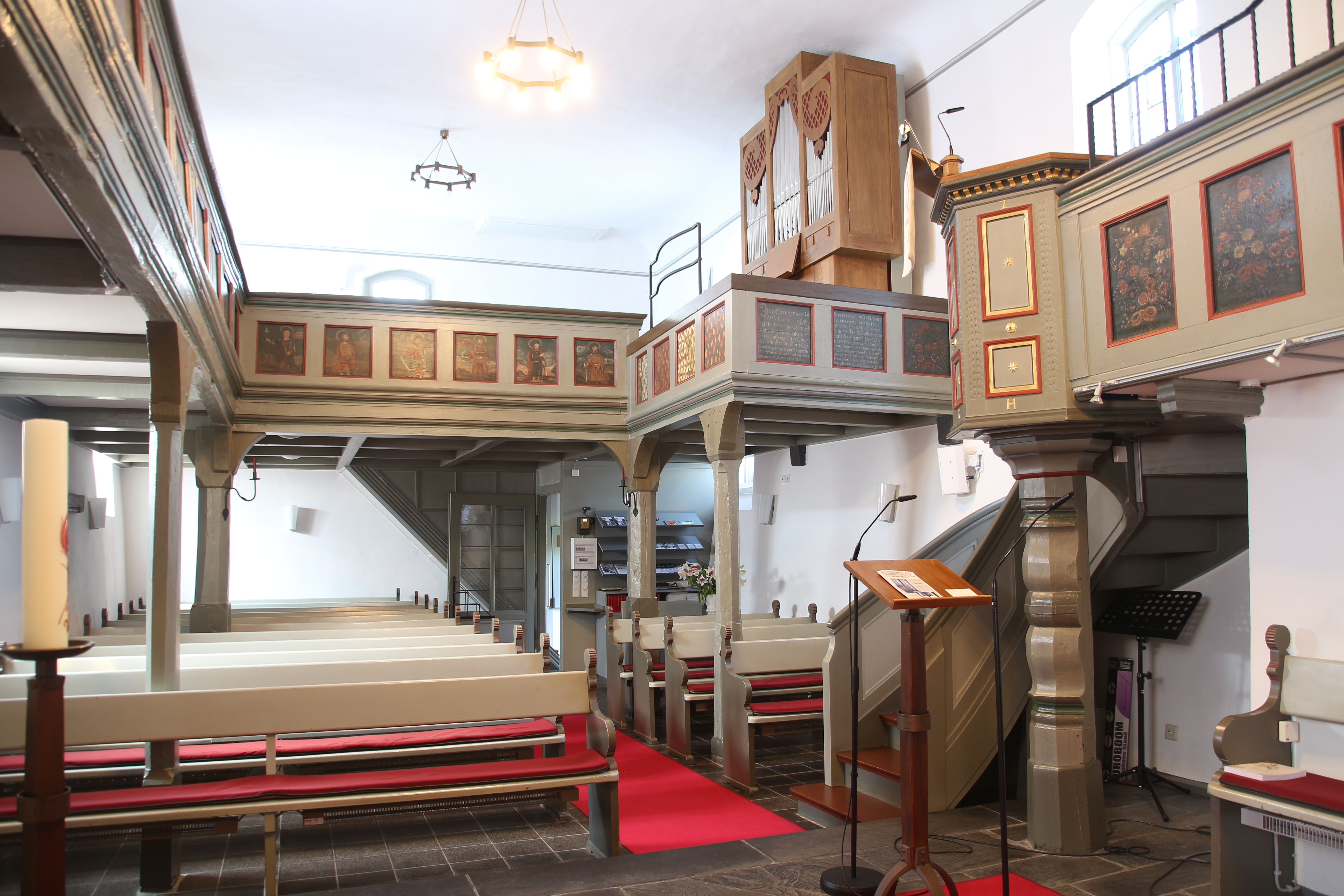
Innenraum Richtung Westen

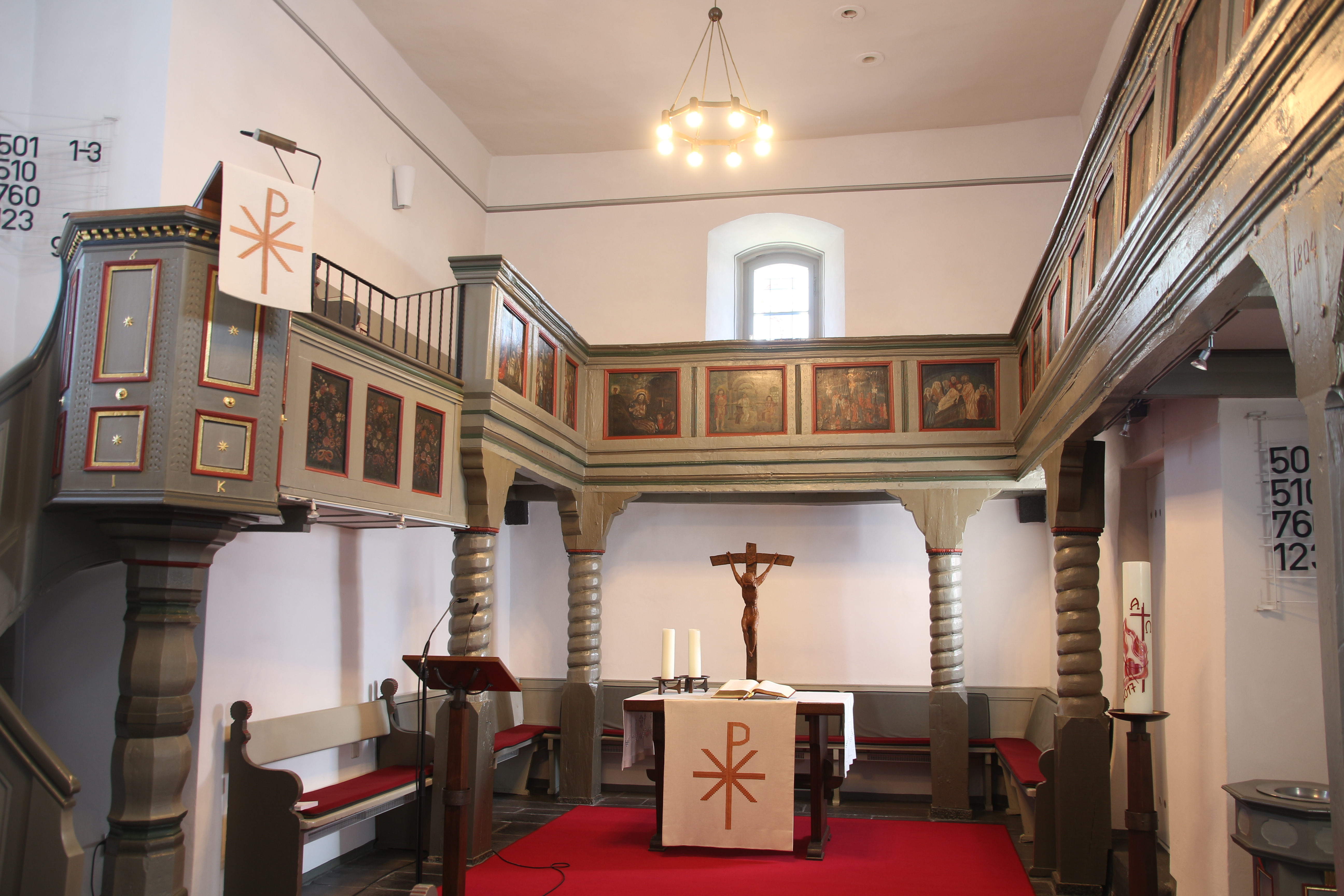
Blick in den Chorraum

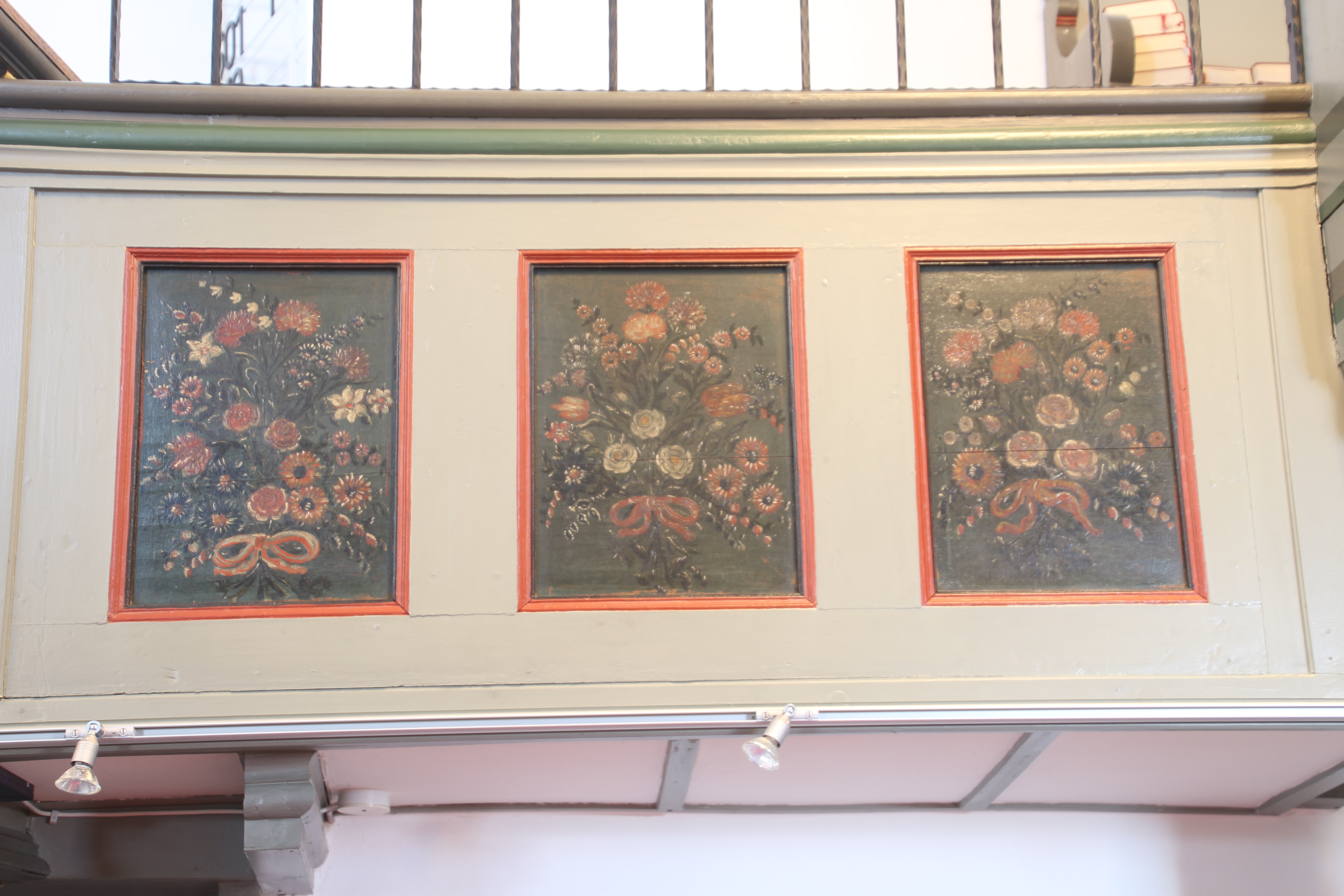
Brüstungsmalereien von Kayser (1809)

Der Innenraum repräsentiert heute weitgehend den Zustand von 1809. Er wird von einer Flachdecke abgeschlossen, die mit großen Rechtecken bemalt ist. Die dreieinhalbseitige hölzerne Empore ist umlaufend, spart aber an der Nordseite den Bereich der Kanzel aus. Die Empore von Hans Burk aus dem Jahr 1664 ist mehrfach erweitert worden. Die Jahreszahl 1664 findet sich auf dem Ostpfosten der Orgelempore, die an der Nordseite des Schiffs errichtet ist. Im Jahr 1680 errichtete Johannes Becker aus Wommelshausen eine zweireihige Westempore. 1731 wurden im Schiff Südemporen eingebaut. Ein Stützpfosten (heute in der Nordostecke) trägt die Inschrift: „DANIEL BENNER – JACOB WOLF 1731“. Durch die Entfernung des Chorbogens und die Angleichung der Deckenhöhe in den 1800er Jahren war der Einbau einer durchgehenden Südempore möglich. Für die Choremporen wurden Teile der alten Südempore verwendet, die aufgrund der Erweiterung der Westempore in den 1950er Jahren zur Verfügung standen. Ein Südpfosten wurde im Chor ergänzt und drei andere verlängert, worauf die unverhältnismäßig hohen Basen der Säulen hinweisen. Zudem ist der umlaufende Aufgang zum Nordteil der Empore, auf die ursprünglich eine steile Treppe führte, hinter der Kanzel niedriger als die übrigen Emporen. Die letzte Veränderung der Empore erfolgte 1952–1954, als die Kanzel vorgerückt und die beiden schmalen Aufgänge zur nördlichen Chorempore und zur Orgelempore entfernt wurden. Die Empore ruht im Schiff auf Vierkantpfosten mit Fase und Bügen und im Chor auf vier im Mittelteil gedrehten Säulen mit hohen vierseitigen Basen und geschwungenen Bügen.
Als Abschluss des Kirchenumbaus in den 1800er Jahren erhielten die kassettierten Füllungen 1809 Brüstungsmalereien von Weißbinder und Malermeister Georg Ernst Justus Kayser und dessen Sohn Johann August aus Gladenbach. Dargestellt sind auf der Chorempore neutestamentliche Szenen aus dem Leben Jesu, auf der hohen Nordempore die Verkündigung des Herrn, Weihnachten und Taufe Christi, auf der Ostempore vier Szenen aus der Leidensgeschichte (Getsemani, Jesus vor Pilatus, Kreuzigung, Grablegung), auf der Südempore Auferstehung, Himmelfahrt und Christus als Salvator mundi vor Golgota und Jerusalem, im weiteren Verlauf der Südempore und auf der Westempore die Evangelisten, die Apostel und Paulus. Auf der niedrigeren Nordempore hinter der Kanzel sind drei Blumengebinde zu sehen, ein weiteres Blumengebinde auf der Ostseite der Orgelempore, rechts neben zwei Brüstungstafeln, auf denen die Kaysers ihre Arbeit in einer Bauinschrift verewigt haben: 1. „Zur Ehre Gottes ist diese Kirche auf anstalt der sämtlichen Gemeinde allhier im Jahr AO: 1804 von Grund auf repariret, da Hr. Adam Müller, Schultheiß Johann Georg Debus und Johann Jakob Müller Vorsteher und Johann Ludwig Zimmermann Bürgermeister waren.“ 2. „verfertigt im Jahr 1809 bey dem damaligen Herrn Pfarrer Daniel Gotlieb Ludwig Aulber, Schullehrer hier Wilhelm Simmel. Vorsteher waren Adam Thomas, u. Adam Aßmann, Bürgermeister Johann Ludwig Müller angestrichen und gemahlt von Georg Ernst Justus Kaiser und desen Sohn, Johann August Kaiser. von Gladenbach, geschehen d. 27. Nov.“ Auf der Rückseite eines Bildes an der Ostempore ist ein Blumenstrauß zu sehen. Die Szene „Jesus vor Pilatus“ schuf 1954/1955 der Restaurator Lauer. Auf der Rückseite des Gemäldes ist ein Blumenstrauß in Originalfarben zu sehen, während alle anderen alten Bilder in den 1950er Jahren braun überfirnist wurden. Auf der Südseite der Orgelempore finden sich seit 1972 in den Füllungen Rautenornamente.
Die hölzerne Barockkanzel ist mit der Jahreszahl 1662 bezeichnet und trägt die Initialen „I. K. H.“ für den Schreiner Jost Klingelhöfer aus Holzhausen (heute Dautphetal). Seit 1954 hat sie ihren Aufstellungsort an der Nordseite gefunden, wo das Schiff auf den Chor stößt. Sie ruht auf einer gegliederten, achtseitigen Säule, die den polygonalen Kanzelkorb trägt. Die Kanzelfelder haben im unteren Bereich quadratische und im oberen hochrechteckige Füllungen mit einem achtstrahligen vergoldeten Stern. Gegenüber der Kanzel ist unter der Südempore das hölzerne vierseitige Taufbecken mit kubusförmigem Fuß und achtseitigem Aufsatz aufgestellt, das ein Schreiner aus Gießen im Jahr 1731 schuf. Ein alter Türbalken von 1729, der bis 1954 über dem Eingangsportal an der Nordseite hing, ist an der Südwand unter der Empore angebracht. Er trägt die Inschrift mit dem Bibelvers aus Koh 4,17 : „BEWAHRE DEINEN FUS WANN DU ZUM HAUSE GOTTES GEHEST UND / KOMME DAS DU HÖREST PREDI[GER] SAL[OMO] 4 C V 17 D 18 T ANNO [1729]“.
Seit wahrscheinlich 1955 ist der Chorbereich gegenüber dem Schiff nur noch um eine Stufe erhöht. Er ist mit Schieferplatten (1,00 × 0,50 Meter) belegt und wird in der Mitte von einem roten Teppich bedeckt, der auch im Schiff ausgelegt ist. Die kräftige rote Farbe wird in den Sitzauflagen des Kirchengestühls aufgenommen und bildet einen Kontrast zu den einheitlich grau-grün gefassten Einrichtungsstücken. Die Sitzbänke haben geschwungene Wangen und bilden einen großen Block im Südwesten der Kirche und einen schmalen Block im Nordwesten unterhalb der Orgelempore. Unterhalb der Chorempore sind weitere Bänke aufgestellt. Vor der Ostempore steht der hölzerne Tischaltar, auf dem ein Kruzifix des Dreinageltypus ruht, das Lauer aus verbliebenem Eichenholz von dem Umbau schnitzte. Erhalten sind ein spätgotischer versilberter Messingkelch, der modern ergänzt wurde, und eine zinnerne Weinkanne aus der Zeit um 1700.

## Orgel

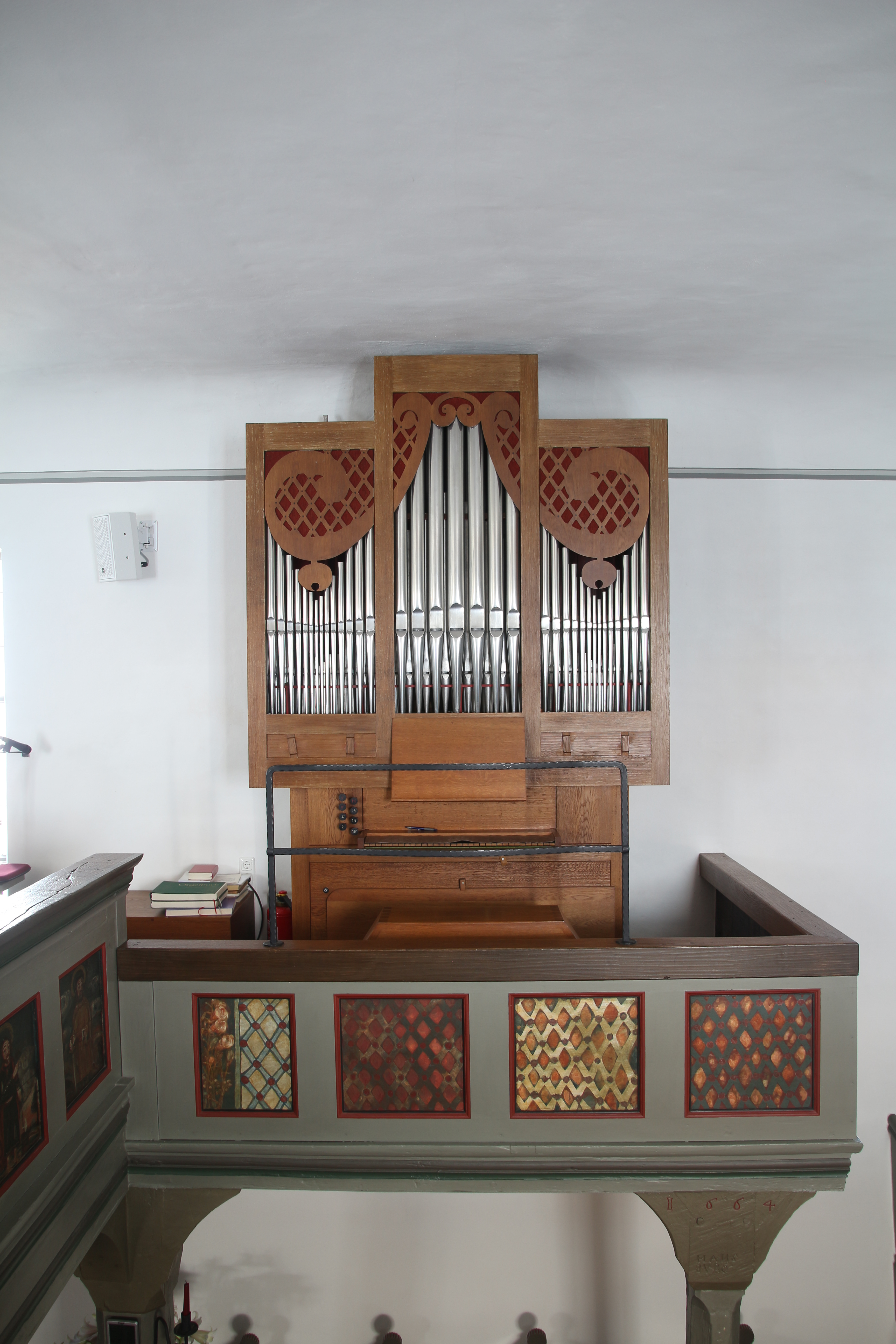
Woehl-Orgel

Die Gemeinde erwarb 1810 eine kleine gebrauchte Hausorgel aus Fellingshausen mit vier Registern, die der Orgelbauer Bock aus Weilburg instand setzen sollte. Da das Instrument nicht funktionstüchtig war, wurde im Jahr 1811 Johann Georg Bürgy mit einem Neubau beauftragt, der mit seinem Bruder Philipp Heinrich Bürgy ein einmanualiges, seitenspieliges Werk mit selbständigem Pedal und neun Registern vorsah. Der Vertrag wurde 1812 endgültig geschlossen. Die Fertigstellung verzögerte sich bis 1815. Ein Umbau fand im Jahr 1912 durch den Orgelbauer Heinrich Eichhorn aus Weilmünster statt. Adolf Eppstein verlegte im Jahr 1954 den Spieltisch auf die gegenüberliegende Seite und baute eine neue Traktur ein.
Das Instrument befand sich Anfang der 1970er Jahre in einem sehr schlechten Zustand. Obwohl das Gehäuse, fünf Register und die originalen Windladen von Bürgy noch erhalten waren, entschied sich die Gemeinde gegen eine Restaurierung. Der Orgelbaumeister Gerald Woehl ersetzte die Orgel im Jahr 1974. Der neue holzsichtige Prospekt hat drei hochrechteckige Pfeifenflachfelder, von denen das mittlere überhöht ist. Die Labien der Prospektpfeifen befinden sich alle in derselben Höhe. Als Schleierbretter verbinden zwei große Voluten je zwei Flachfelder miteinander. Durchbrochenes Rautenwerk schließt die Felder nach oben ab. Das Instrument verfügt über acht Register, die auf einem Manual und Pedal verteilt sind. Die Trakturen sind mechanisch ausgeführt, das Pedal fest angehängt. Die Orgel weist folgende Disposition auf:
| Manual C–g3 |        |
| Gedackt     | 8′     |
| Principal   | 4′     |
| Rohrflöte   | 4′     |
| Quinte      | 2 ⁄3′  |
| Octave      | 2′     |
| Terz D      | 1 3⁄5′ |
| Quinte      | 1 ⁄3′  |

| Pedal C–f1 |     |
| Subbass    | 16′ |

- Koppel: Pedal fest angehängt

## Geläut
Die beiden spätgotischen Glocken wurden 1452 von Johann von Br(a)uweiler und 1453 von Delmann von Hungen (= Teil van Keppel) gegossen. Beide Glockengießer stammten aus Köln und arbeiteten ab 1449 in einer Werkstattgemeinschaft im Gebiet der Nassauer Grafen. Im Jahr 1452 machte van Keppel sich selbstständig und ließ sich in Hungen nieder.
| Nr. | Gussjahr | Gießer               | Schlagton | Inschrift | Bild |
| --- | -------- | -------------------- | --------- | --- | ---- |
| 1   | 1453     | Delmann von Hungen   | ges       | „Tonitruum + rumpo + mortuum + defleo + sacreilegum + voco [Relief einer bekrönten Madonna mit Jesuskind] + Anno + dni + m° + cccc° + liii° (Den Donner vertreib ich, den Totem bewein ich, den Sünder rufe ich. Im Jahr des Herrn 1453)“ |      |
| 2   | 1452     | Johann von Bruweiler | b         | „yhesus + maria + o + rex + glorie + veni + cum + pace + johan + bruwilre + gois + mich + anno + dni + m° + cccc° + lii° (Jesus, Maria. O König der Ehren, komm mit Frieden. Johann Brauweiler goss mich im Jahr des Herrn 1452)“         |      |